# 9123 Yoshiko
9123 Yoshiko è un asteroide della fascia principale. Scoperto nel 1998, presenta un'orbita caratterizzata da un semiasse maggiore pari a 2,5907814 UA e da un'eccentricità di 0,2075008, inclinata di 11,86755° rispetto all'eclittica.
L'asteroide è dedicato al giapponese Yoshiko Nakano, direttore dell'Osservatorio Gekko nella prefettura di Shizuoka in Giappone.